# Dominion (juego)

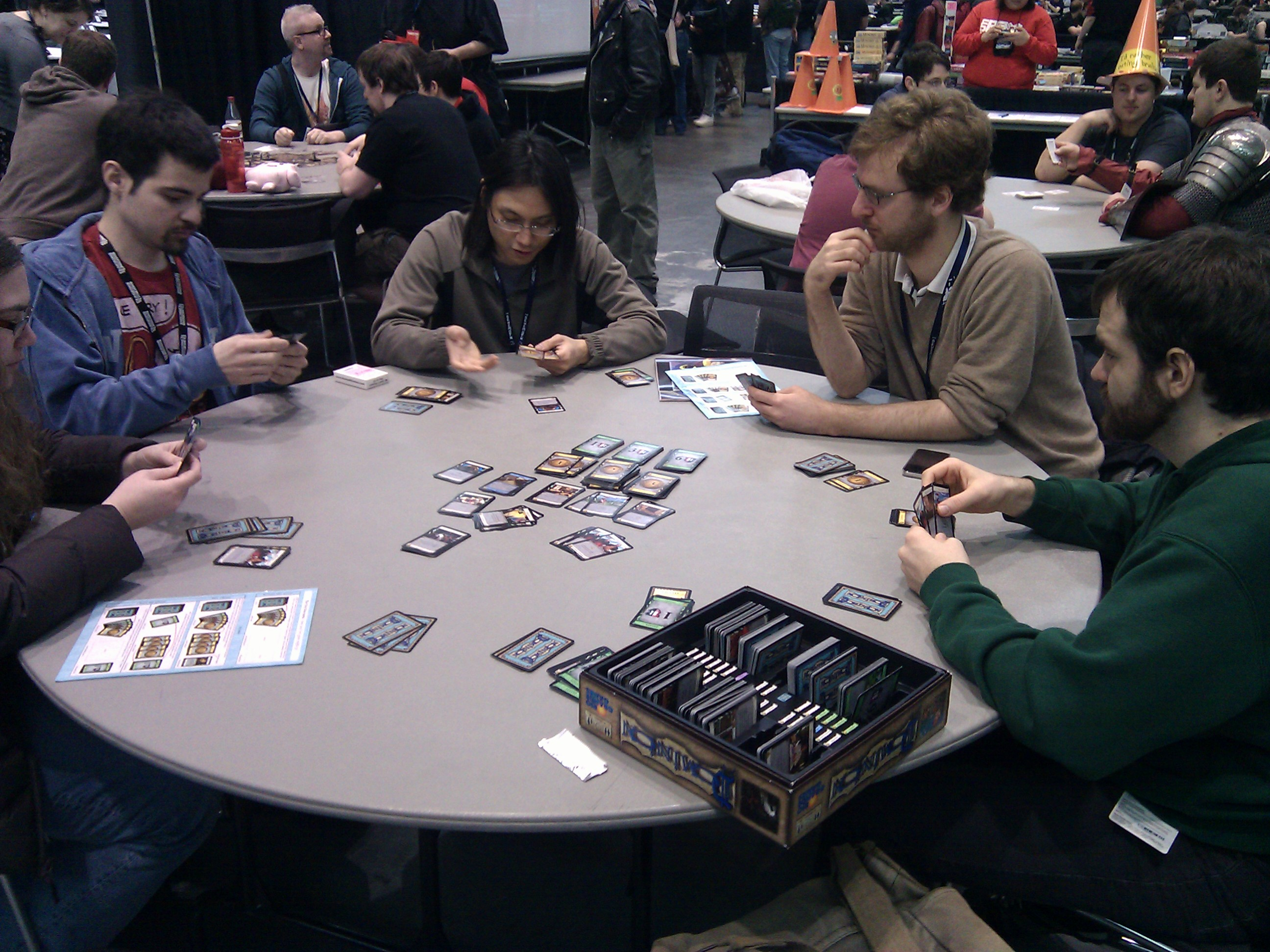
Partida de Dominion en la Penny Arcade Expo 2011.

Dominion es un juego de cartas creado por Donald X. Vaccarino y publicado originalmente por Rio Grande Games en 2008. Es el primer juego que implementó la mecánica conocida como «construcción de mazos», luego seguida por otros diseñadores de juegos.
El juego tiene un tema medieval —aunque esto no influya especialmente en su desarrollo— con imágenes y denominaciones representativas de una sociedad preindustrial y feudal.
Aunque existen paralelismos con juegos de cartas coleccionables como Magic: The Gathering, hay una diferencia esencial en el hecho de que en Dominion los jugadores construyen sus mazos durante el transcurso de la partida. Vaccarino, además, ha negado expresamente haber tenido a Magic como inspiración.
Dominion obtuvo en 2009 tanto el premio Spiel des Jahres como el Deutscher Spiele Preis. A finales de 2010 se habían vendido en todo el mundo más de un millón de copias del juego y sus expansiones.

## Sistema de juego

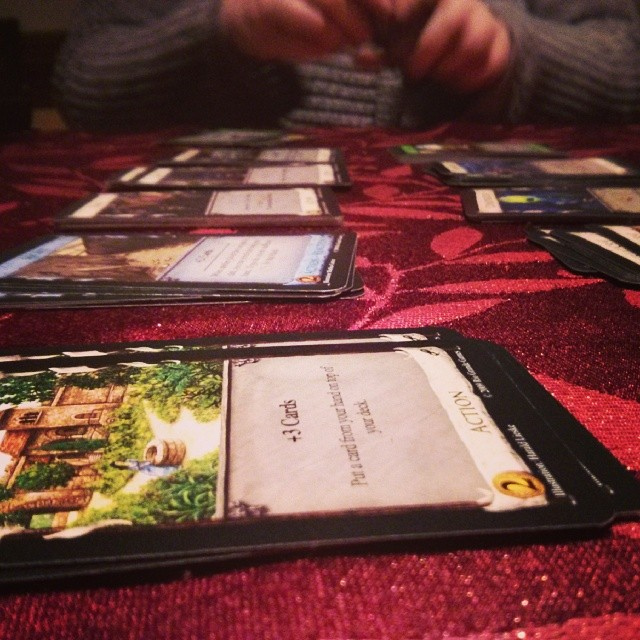
Partida en curso.

Dominion es un juego para entre dos y cuatro jugadores, que compiten para obtener el grupo de cartas más valioso. El juego presenta catorce tipos de cartas, de los que los cuatro principales son:
- Cartas de victoria: tienen un valor de puntos de victoria pero ningún uso durante el juego, por lo que su adquisición temprana supone un lastre para la «mano» del jugador.
- Cartas de maldición lo opuesto a las cartas de victoria, al tener un valor negativo de puntuación.
- Cartas de tesoro: sirven como moneda para adquirir otras cartas durante la fase de compras.
- Cartas de acción: generan efectos durante la fase de acción de un jugador. Algunos de estos efectos implican la adquisición de nuevas cartas, proporcionando cartas de tesoro, nuevas oportunidades de compra o de acciones adicionales, o afectando otros jugadores.

Además de las anteriores, hay cartas de ataque que perjudican directamente a los rivales, como las que les fuerzan a descartar cartas de su mano o a tomar cartas de maldición. También existen cartas de reacción, que permiten jugar fuera de turno como respuesta a acciones de los adversarios.

## Expansiones
Además del primer juego (llamado Dominion a secas) han salido 14 cajas más: 
- Editadas en español
  - Intriga
  - Terramar (introduce cartas de acción duración)
  - Alquímia
  - Prosperidad
  - Cornucopia
  - Comarcas
  - Edad oscura
  - Renacimiento

- No editadas en español
  - Guilds
  - Adventures
  - Empires
  - Nocturne
  - Menagerie
  - Allies

Además han salido publicadas diez cartas promocionales (algunas en español).

## Premios
- 2008 Meeples' Choice Award.
- 2009 Spiel des Jahres.
- 2009 Deutscher Spiele Preis.
- 2009 Mensa Select.
- 2009 Golden Geek Award (mejor juego del año y mejor juego de cartas del año).
- 2009 Origins Award al mejor juego de cartas del año.
- En 2025 accedió al salón de la fama de BoardGameGeek como uno de sus veinticinco primeros juegos seleccionados [5]